# Young Turks
«Young Turks» es una canción del vocalista británico Rod Stewart, escrita por él junto a Carmine Appice, Kevin Savigar y Duane Hitchings para el álbum Tonight I'm Yours de 1981. En el mismo año se lanzó como el segundo sencillo del disco a través de Warner Bros. Records.
La idea principal de la canción proviene del partido nacionalista y laico nacido en el Imperio Otomano a principios del siglo XX, llamado precisamente los Jóvenes Turcos, quienes iban en contra del mandato establecido por los Aliados en el Imperio durante la Primera Guerra Mundial. La música fue escrita por Appice y las letras por Hitchings acompañado de Stewart y Savigar, y trata sobre un chico que deja su ciudad natal junto a su novia embarazada. Además y mientras era producida se agregaron sintetizadores y una caja de ritmos, que le dieron ese elemento extra que clasificó al tema dentro del new wave y del synthpop.

## Recepción comercial
Junto a «Tonight I'm Yours (Don't Hurt Me)» son los dos sencillos más exitosos del disco. Se ubicó en el quinto puesto en la lista Billboard Hot 100 de los Estados Unidos, y en el Reino Unido alcanzó la posición número 11 en la lista UK Singles Chart. Además, logró el primer puesto en Israel y logró ubicarse en el top diez en países como Bélgica, Canadá e Irlanda, entre otros.

## En la cultura popular
La canción aparece en el videojuego Grand Theft Auto: San Andreas (2004) en la estación de radio "K-DST"; también aparece como la canción que acompaña a Louie Barletta en el documental Bag of Suck (2006); y en una escena de la película Winners and Sinners.